# Palma-SU

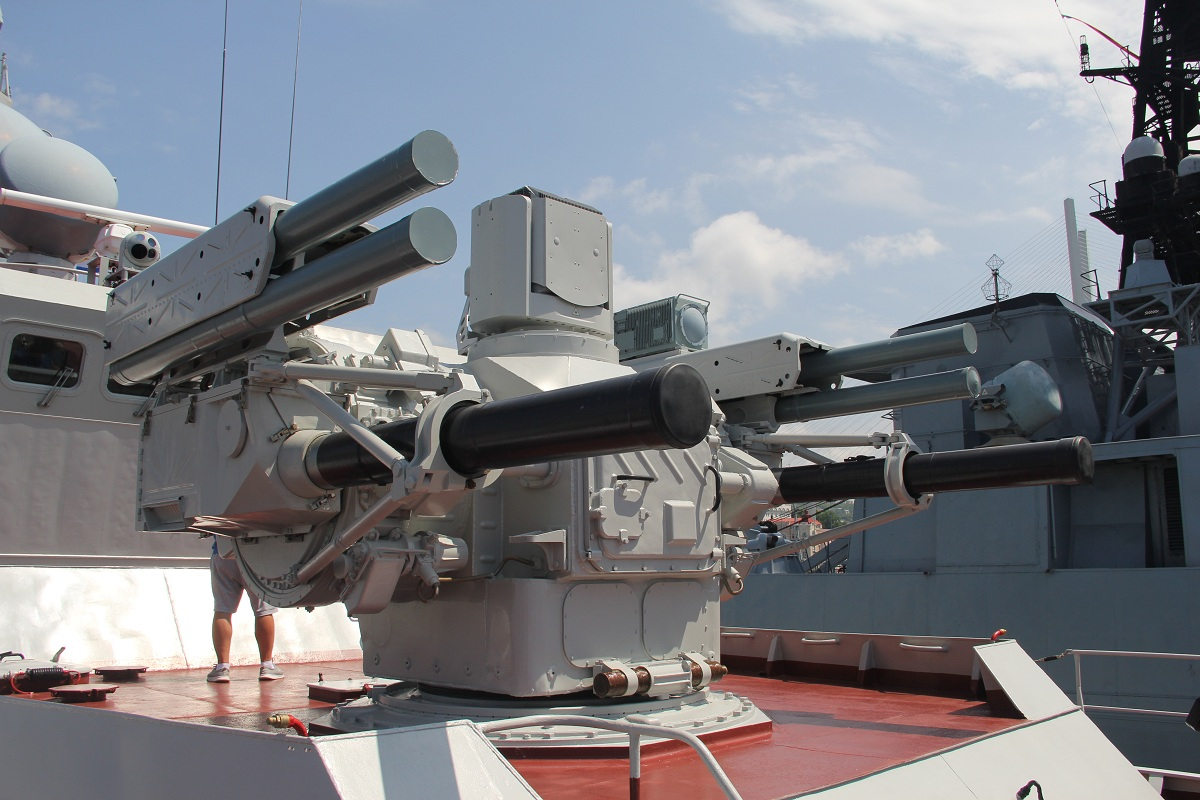
Tổ hợp Palma-SU trên Tàu 015-Trần Hưng Đạo

Hệ thống pháo-tên lửa phòng không hạm tàu tự động hoá phòng thủ tầm gần Palma là loại tổ hợp khí tài được thiết kế dùng để tiêu diệt chắc chắn tất cả các loại phương tiện tiến công đường không, kể cả tên lửa chống hạm bay ở độ cao nhỏ và cực nhỏ ở tuyến phòng thủ tàu tầm gần. Đây là hệ thống vũ khí phòng không được trang bị cho các tàu hộ vệ tàng hình lớp Gepard 3.9 mà Nga đóng cho Hải quân Việt Nam.

## Các nguyên tắc chính cấu trúc hệ thống
• sử dụng vũ khí kết hợp gồm các tên lửa chính xác cao chuyên dụng Sosna-R dẫn theo tia laser và 2 pháo cao tốc AO-18KD, nên tạo ra được khu vực sát thương nhiều tầng dày đặc chống phương tiến công đường không của đối phương trong khu vực phòng thủ trách nhiệm của hệ thống;
• sử dụng đầu đạn tên lửa phòng không cấu trúc tối ưu cho phép tăng mạnh hiệu quả sát thương nhờ tăng trọng lượng đầu đạn và sử dụng ngòi nổ laser không tiếp xúc-tiếp xúc giản đồ bức xạ tròn liên tục với thời gian kích nổ thích ứng;
• sử dụng loại đạn xuyên giáp dưới cỡ, vạch đường chuyên dụng với lõi bằng hợp kim wolfram VNZh bảo đảm kích nổ chắc chắn đầu đạn của tên lửa chống hạm;
• sử dụng hệ thống điều khiển vũ khí quang-điện tử đa kênh, tự động, chính xác cao, mọi thời tiết và ngày đêm độc đáo chuyên dụng (OESU);
• sử dụng hệ thống kết hợp điều khiển vũ khí tên lửa: hệ thống lệnh vô tuyến ở giai đoạn khởi tốc, sau khi động cơ tách ra và đưa tên lửa vào tuyến ngắm - định hướng từ xa theo tia laser;
• bảo đảm khả năng chống nhiễu cao nhờ sử dụng các kênh quang-điện tử định hướng hẹp, được bảo vệ để phát hiện và theo dõi mục tiêu, đo cự ly và dẫn tên lửa;
• bảo đảm khả năng phát hiện mục tiêu một cách độc lập nhờ OESU khi quan sát theo sector và ở chế độ chỉ thị mục tiêu tự động hoá;
• thực hiện các chế độ dẫn tự động và bán tự động.

## Các ưu điểm chính của hệ thống pháo-tên lửa phòng không Palma

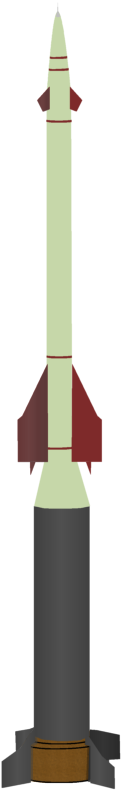
Hình ảnh mô phỏng tên lửa phòng không 9M311 được sử dụng trên tổ hợp Palma và Hệ thống cao xạ và tên lửa phòng không tự hành 9K22 Tunguska

• sức mạnh hoả lực cao kết hợp với thời gian bay ngắn của tên lửa và tốc độ bắn cao của pháo;
• hiệu quả chiến đấu cao, kể cả chống mục tiêu tốc độ cao và bay thấp;
• hoàn toàn tự động hoá quá trình chiến đấu;
• thời gian phản ứng ngắn (thời gian từ lúc phát hiện mục tiêu đến lúc khai hoả);
• khả năng tác chiến bất kể ngày đêm và trong thời tiết xấu;
• tính bí mật của quá trình chuẩn bị tác xạ và khả năng sống còn cao;
• không nhạy cảm đối với các khí tài đối phó radar và quang học mà đối phương sử dụng.

## Các tính năng chính
- Tên lửa: tên lửa phòng không có điều khiển Sosna-R
+ trọng lượng lượng tên lửa khi bay / trong ống phóng, kg: 28 / 38
+ tốc độ tối đa của tên lửa, m/s: 900
+ quá tải tối đa, g: 40
- Pháo: 2 pháo AO-18KD
+ cỡ nòng, mm: 30
+ tốc độ bắn, phát/phút: 10000
+ các loại đạn: đạn xuyên giáp dưới cỡ, vạch đường; đạn cháy-phá-mảnh, đạn tạo mảnh-vạch đường
+ sơ tốc đạn, m/s: 1100; 940 
Khu vực sát thương, km:
- theo cự ly:
+ bằng tên lửa: 1,3-10,0
+ bằng pháo: 0,2-4,0 
- theo độ cao:
+ bằng tên lửa: 0,002-5,0
+ bằng pháo: 0-3,0 
Thời gian phản ứng, s: 3,0-5,0 
Cơ số đạn, quả-viên:
- tên lửa phòng không: 8
- đạn pháo: 1500 
Trọng lượng với cơ số đạn, kg: 6900.